# Ficus stipata
Ficus stipata är en mullbärsväxtart som beskrevs av George King. Ficus stipata ingår i släktet fikonsläktet, och familjen mullbärsväxter. Inga underarter finns listade i Catalogue of Life.